# Saint-Aubin-Routot
Saint-Aubin-Routot è un comune francese di 1 448 abitanti situato nel dipartimento della Senna Marittima nella regione della Normandia.

## Società

### Evoluzione demografica
Abitanti censiti